# Electromagnetica Jet
Electromagnetica Jet (Jet) је кућни рачунар фирме Electromagnetica који је почео да се производи у Румунији током 1977. године.
Користио је MME 880D (Zilog Z80 совјетски клон) микропроцесорску јединицу а RAM меморија рачунара је имала капацитет од 48 KB + 16 KB маскирано са ROM меморијом.

## Детаљни подаци
Детаљнији подаци о рачунару Jet су дати у табели испод.
|                       |                                                 |
| [ 1 ]                 |                                                 |
| Произвођач            |                                                 |
| Тип                   | кућни рачунар                                   |
| Меморија              | 48 + 16 маскирано са ROM меморијом              |
| Поријекло             | Румунија                                        |
| Година                | 1977                                            |
| Тастатура             | QWERTY механичка, 40 тастера                    |
| Процесор              | клон                                            |
| Фреквенција процесора | 3,5                                             |
| RAM                   | 48 + 16 маскирано са ROM меморијом              |
| ROM                   | 16 (Бејсик + оперативни систем) + 4 (непознато) |
| Текст                 | 32 x 24                                         |
| Графика               | 256 x 192                                       |
| Боја                  | 8 са два тона свака (номална и свијетла)        |
| Звук                  | 1 глас / 10 октава (мали звучник)               |
| Димензије             | 358 x 238 x 80 / 3 највише                      |
| Портови               |                                                 |
| Оперативни систем     |                                                 |